# 深居みさ
深居 みさ（ふかい みさ）は、日本の女性声優。東京都出身。
以前は青二プロダクションに所属していた。

## 出演

### テレビアニメ
1992年
- 美少女戦士セーラームーン（女子生徒、女性、母親、女性客、レンジー）

### ドラマCD
- ロックマン危機一髪（1995年、男の子2）